# 阔羽对囊蕨
阔羽对囊蕨（学名：Deparia pachyphylla）也称阔羽假蹄盖蕨，为蹄盖蕨科对囊蕨属下的一个植物种。